# Geerte Hoeke

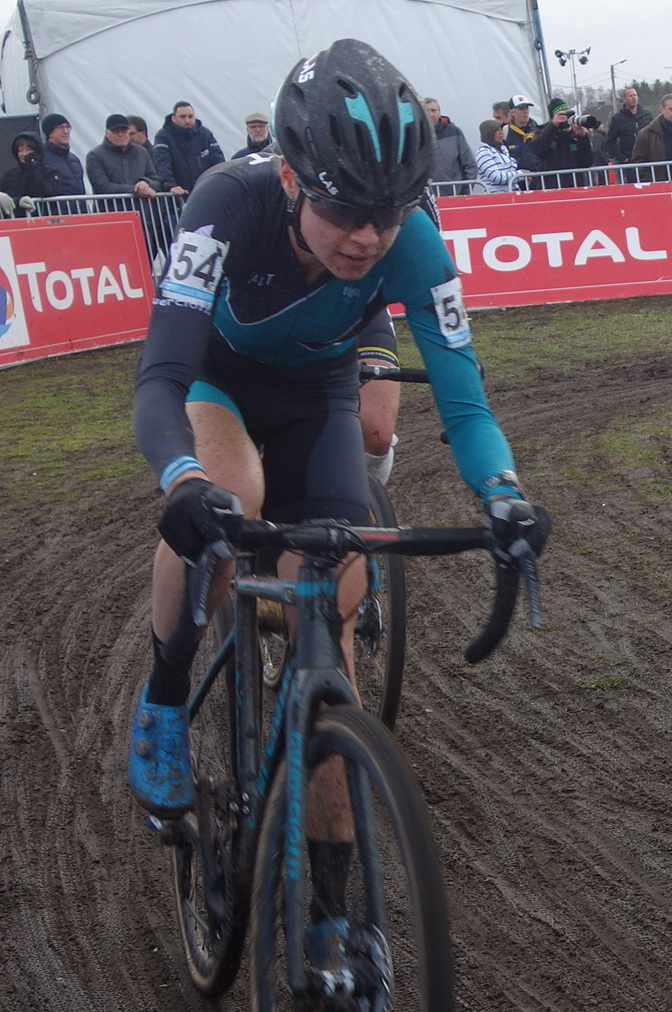
Geerte Hoeke tijdens de Superprestige Zonhoven 2019

Geerte Hoeke (Soest, 14 juli 1990) is een Nederlandse wielrenster. Ze was vooral actief in het veldrijden en deed ook aan mountainbike.
Hoeke begon pas op achttienjarige leeftijd met veldrijden en kwam vanaf 2015 bij de Nederlandse subtop van het veldrijden. In 2019 had ze haar beste seizoen met cyclocross overwinningen in Zwitserland, Tsjechië en Slowakije, onder meer in de TOI TOI Cup. Hoeke maakte deel uit van de Nederlandse selectie op de Europese kampioenschappen veldrijden 2017 (17e), 2019 (14e) en de wereldkampioenschappen veldrijden 2020 waar ze als 19e eindigde. Medio 2020 beëindigde ze haar loopbaan.